# Internet Assigned Numbers Authority
Internet Assigned Numbers Authority（IANA、アイアナ、インターネット番号割当機関）とは、インターネットに関連する識別子を管理する機能である。IPアドレス・ドメイン名・トップレベルドメイン・ポート番号等の割り当て・管理などを行う。
アメリカの南カリフォルニア大学のISI所属のジョン・ポステルが中心となって始めた。当初は運営費用の一部がアメリカ政府により援助されていたが1998年にICANNが発足するなどインターネットの管理体制が変化し、2000年にその役割はICANNに引き継がれ、IANAはICANNにおける機能の名称となった。2016年からはICANNの子会社であるPublic Technical Identifiers (PTI) がその機能を担っている。
XML宣言に記述するエンコーディングの名前は、IANAに登録されたキャラクタセット名が使用される。

## 脚註